# Їдло (компанія)
IDLO (Їдло) — українська компанія, що виготовляє туристичне харчування, створена 2016 року.

## Історія
Компанію створено 2016 року Михайлом Темпером та Сергієм Андрєєвим, які мали на меті створити смачні, здорові і зручні продукти харчування для гірських походів. Згодом до компанії приєднався Іван Кисилиця. Початкові інвестиції становили 250 тис. грн.
IDLO фасує туристичні сублімовані страви в пакети типу дой-пак, що дозволяє запарювати страву з пакету без посуду. Лінійка страв виготовляється методом сублімації на власному виробництві у відповідності із впровадженою системою контролю безпечності харчових продуктів ISO 22000/НАССР.
З 2020 року компанія постачає сублімовані продукти харчування на українську науково-дослідну антарктичну станцію Академік Вернадський.
Асортимент нараховує понад 40 найменувань: сніданки, обіди, вечері, снеки, напої. Компанія також випускає енергетичні батончики OMNOM. Продукція продається в мережах Gorgany, Decathlon, Intersport/Епіцентр.

### Соціальні ініціативи
ІDLO є спонсором екстремальних перегонів Gorgany Race, Нічний чорногорський марафон, Стежками героїв, Spartan Race та партнером виховних таборів скаутської організації «Пласт».
З 2020 року компанія провадить програму «Не залишай слідів» («Leave no trace»), згідно з якою приймає на переробку вживані дой-паки від субліматів будь-яких виробників.
З початку широкомасштабного вторгнення у 2022 році співвласники компанії Михайло Темпер і Сергій Андрєєв долучилися до ЗСУ.

## Визнання
- 2023 — компанія потрапила до списку Forbes Next250, списку перспективних малих і середніх компаній, які формують економіку майбутнього. Продажі компанії протягом 2022 року склали 32 млн грн.[14]
- 2023 — ISPO Award, головна нагорода в індустрії туристичного спорядження, за яку змагаються найбільші туристичні виробники. Вона визнає видатні продукти в спортивній індустрії. Крім компанії ЇDLO цю винагороду 2023 року здобули The North Face, Mammut, Patagonia, Adidas, Helly Hansen, Oakley, Jack Wolfskin.[15]
- 2024 — відзнака «Перевірено Антарктидою» від Національного антарктичного наукового центру. Відзнаку започатковано для підтримки національних виробників, чия продукція пройшла випробування в антарктичних умовах.[16]